# 東伊豆有線テレビ放送
東伊豆有線テレビ放送株式会社（ひがしいずゆうせんテレビほうそう、愛称：HI-CAT）は、静岡県賀茂郡東伊豆町に置かれているケーブルテレビ局である。

## 概要
前身である稲取有線テレビ共同聴視組合（いなとりゆうせんテレビきょうどうちょうしくみあい）を街にある6軒の電気店で法人化しコミュニティチャンネルを開設、1974年（昭和49年）に国内のCATVで初の町議会中継を開始している。
1985年（昭和60年）5月に開局した伊豆急ケーブルネットワークに出資している。

## サービスエリア
- 静岡県賀茂郡東伊豆町の一部地域

## 主な放送チャンネル

### 地上波系列別再送信局
| NHK-G           | NHK-E           | NNN / NNS      | ANN            | JNN      | TXN        | FNN / FNS  | JAITS        |
| --------------- | --------------- | -------------- | -------------- | -------- | ---------- | ---------- | ------------ |
| NHK静岡 NHK東京 | NHK静岡 NHK東京 | 静岡第一テレビ | 静岡朝日テレビ | 静岡放送 | テレビ東京 | テレビ静岡 | TOKYO MX tvk |

### テレビ局
| デジタル  | 放送局               |
| --------- | -------------------- |
| TV011     | NHK静岡総合          |
| TV011-1   | NHK東京総合          |
| TV021     | NHK静岡教育          |
| TV021-1   | NHK東京教育          |
| TV031     | tvk                  |
| TV041     | Daiichi-TV           |
| TV051     | 静岡朝日テレビ       |
| TV061     | SBS                  |
| TV071     | テレビ東京           |
| TV081     | テレビ静岡           |
| TV091     | TOKYO MX1            |
| TV092     | TOKYO MX2            |
| TV121     | ハイキャット自主放送 |
| BS101     | NHK BS               |
| BS141-143 | BS日テレ             |
| BS151-153 | BS朝日               |
| BS161-163 | BS-TBS               |
| BS171-173 | BSテレ東             |
| BS181-183 | BSフジ               |
| BS191     | WOWOW プライム       |
| BS192     | WOWOW ライブ         |
| BS193     | WOWOW シネマ         |
| BS211     | BS11                 |
| BS222     | TwellV               |

### ラジオ局
| 周波数 （MHz） | 放送局        |
| -------------- | ------------- |
| 80.0           | TOKYO FM      |
| 82.5           | NHK東京FM放送 |
| 84.7           | FMヨコハマ    |

- 地上デジタルテレビ放送はパススルー方式での送信の為、地上デジタル対応テレビであれば視聴可能。
- デジアナ変換は2011年（平成23年）7月25日に開始。2015年（平成27年）3月12日をもって終了した。

## 東京キー局デジタル放送の区域外再放送
- 東京キー局デジタル放送の区域外再放送は2008年（平成20年）頃に東京キー局（日本テレビ・テレビ朝日・TBSテレビ・テレビ東京・フジテレビ）から合意を得られ再送信を開始したが、2009年（平成21年）2月5日、総務大臣の許可を得ずに有線テレビジョン放送施設を変更し当該有線テレビジョン放送施設を利用して放送事業者（東京キー局5局）の同意を得ずにテレビジョン放送を再送信するなどの有線テレビジョン放送法違反行為発覚により、デジタル放送のみ停波されたが2011年（平成23年）6月1日から東京キー局4局（日本テレビ・テレビ朝日・テレビ東京・フジテレビ）の再送信が再開された。TBSテレビの区域外再放送は同年7月1日に再開した。
- 当初は2014年（平成26年）7月24日までの再放送であったが延長された。日本テレビ・テレビ朝日・TBS・フジテレビについては県内に系列局があり、同様のサービスを実施している理由から同意を得られなかった為に同年9月30日をもって再放送を終了した。
- 県内に系列局のないテレビ東京は、2020年（令和2年）3月31日まで再放送される。テレビ東京については翌4月1日以降も再放送出来るよう協議する予定。

## 自主放送
- ニュースやお知らせ、番組、文字放送を放送している。番組は1日7回放送している。その他には、東伊豆の健康体操を1日5回放送している。